# Wilhelm Stepper-Tristis
Wilhelm Stepper-Tristis (născut Wilhelm Stepper,Vilmos Stepper sau Vily Stepper, n. 3 septembrie 1899 -  după 1941) a fost un scriitor, ziarist, critic literar și activist pacifist de limba germană și maghiară, apoi și franceză, evreu din Banat, care a activat în Austro-Ungaria, România și Franța, membru al Rezistenței franceze. Militant comunist în tinerețe, s-a alăturat armatei Republicii Sovietice Ungare,iar mai târziu, în perioada interbelică a fost o figură proeminentă a vieții culturale din orașul său natal, Timișoara. Primul său roman, „Brom-Delirium” a fost un portret, aclamat de critici, al stilului de viață boem.
Ca antifascist Stepper-Tristis a parcurs Europa în lung și în lat,  predicând pacifismul si adeziunea la Societatea Națiunilor. A trăit o vreme în Franța, dar a fost, în mare măsură, nevoit să trăiască acolo o viață de homeless și de hoinar. În cele din urmă, după ocuparea Franței de către Germania nazistă, Stepper a aderat la Rezistența franceză, a fost arestat si, probabil a pierit într-un lagăr de concentrare nazist.

## Biografie

### Copilărie și tinerețe
Wilhelm Stepper s-a născut în anul 1899 la Timișoara, într-o familie veche de comercianți evrei., La scurt timp după terminarea examenelor de bacalaureat la gimnaziul de stat din oraș, la vârsta de 18 ani, Stepper s-a înrolat în armata austro-ungară și a participat la Primul Război Mondial ca voluntar în fortele de artilerie pe frontul italian   
A participat la Bătăliile de la Isonzo, și în mod specific, la a Șasea Bătălie de la Isonzo.

### Peregrinări
În anul 1919 , ca urmare Revoluției Crizantemelor Stepper a plecat la Budapesta, unde a devenit un simpatizant al Partidului Comunist din Ungaria și s-a înrolat în Armata Roșie Maghiară.  Când intervenția armatei române a pus capăt  acestui experiment comunist la finele anului, el a părăsit capitala maghiară, și a purces la un drum lung și anevoios prin diferite zone ale Europei Centrale, Până la urmă, el a revenit în Timișoara natală,  care a devenit, între timp, parte a României Mari.  
Stepper-Tristis a început să scrie în germană la „Temeswarer Zeitung”, și a scris reportaje pentru Pester Lloyd. De asemenea  a colaborat la săptămânalul de teatru „Komédia. În 1920 a publicat un volum de povestiri intitulat „Ritta”. În anii 1920-1930 Stepper Tristis a mai colaborat la cotidianul în limba maghiară „Temesvári Hirlap”, la revista „Riport”, precum și la săptămânalul lui Emil Brázay, „A Toll”.  În 1925-26 a scris în hebdomadarul trilingv „Demokrátia”. S-a făcut cunoscut în cercurile scriitorilor și artiștilor timișoreni., devenind o figură populară în viața orașului și un vestit povestitor.

În 1924 Stepper a plecat la Paris , trecând prin Regatul sârbo-croato-sloven și prin Italia,. trimițând corespondențe gazetelor din Timișoara. La un moment dat s-a stabilit la Nisa, unde a înființat o agenție turistică, apoi a locuit la Geneva, în calitatea de colaborator al gazetei vieneze Neue Freie Presse căreia i-a trimis știri și reportaje de la sediul Societății Națiunilor.

### Activitatea literară
Fascinat de Franța, Stepper a vizitat-o des și a frecventat cercurile boemei pariziene.  Trările din acea perioadă au stat la baza romanului său Brom-Delirium (1926),publicat în limba maghiară  la Timișoara, sub numele  Tristis, și care i-a câștigat admirația literaților moderniști din Budapesta. 
Pe la 1928 Stepper a stat în fruntea asociației literare (Clubul Artiștilor) diun Timișoara care grupa laolaltă intelectuali locali germani, maghiari, evrei și sârbi.

### Activitatea politică
În anul 1930 Stepper-Tristis a hotărât să părăsească definitiv România și să se stabilească în Franța. Începand din anul 1933, la ivirea unor semne prevestitoare ale viitorului razboi, el a devenit un suporter activ al Societății Națiunilor. Încercând să se întoarcă în România, Stepper a zăbovit o vreme în Italia fascistă, între altele la Milano și la Verona  unde a fost arestat pentru vagabondaj, după ce a fost găsit dormind în stradă, și fiind lipsit cu totul de resurse. După ce a fost pus în libertate, a susținut că a cerut în van autorităților italiene să -l conducă sub escortă la granița iugoslavă.

### Ultimii ani
La scurt timp înaintea izbucnirii celui de-al Doilea Război Mondial,  a fost iarăși arestat și deținut la Nisa vreme de 30 zile. În acele zile a scris în franceză un al doilea roman, „Mon espace vital” (Spațiul meu vital) în care a povestit despre peregrinările sale de pribegie, mai ales în Italia și Franța, care a fost publicat, de îndată, la Paris. Așa cum reiese din roman, Stepper a avut o legătură romantică cu o franțuzoaică, Clémence, care i-a promis ca îl va aștepta după ce va ieși din închisoare. 
O nuvelă i-a fost tradusă în maghiară de către József Méliusz sub titlul Idilă europeană (Europai Idill) și publicată în „Korunk. Puține se cunosc despre viața lui Stepper din acel moment încolo. Se știe că în 1941 a fost arestat de Gestapo într-o stație de tren din Lyon.  A fost curând după aceea deportat într-un lagăr de concentrare nazist. Nu s-au găsit documente despre moartea sa. 
Opera lui Stepper a fost ignorată în România postbelică, deși unele texte ale sale au fost traduse și republicate în magazinul „Secolul 20”  din București. Interesul pentru scrierile sale a crescut și datorită cercetărilor criticului literar Adriana Babeți, profesoară la Universitatea de Vest din Timișoara.  

## Opere literare
- 1926 - Brom-Delirium (Párizsi regény) - roman (în maghiară), Ed. Janus, Timișoara
- 1939  -Mon espace vital Ed. Stock, Paris, roman, (în franceză)

Selecție de articole:
- Veress Ferke három pengő forintja. Történet, melyben Ady Endre kir. ítélőtáblai díjnok szomorú sorshúzásáról és hajléktalanságáról emlékezik meg a késői krónikás . (8 iunie 1924 Temesvari Hirlap)
- Ady Endre, a házitanító.